# Jonesboro (Géorgie)
Pour les articles homonymes, voir Jonesboro.
Jonesboro est une ville de Géorgie, aux États-Unis. Il s'agit du siège du comté de Clayton.

## Démographie
| 1870 | 1880  | 1890 | 1900 | 1910 | 1920  |
| ---- | ----- | ---- | ---- | ---- | ----- |
| 531  | 1 048 | 803  | 877  | 970  | 1 060 |

| 1930  | 1940  | 1950  | 1960  | 1970  | 1980  |
| ----- | ----- | ----- | ----- | ----- | ----- |
| 1 065 | 1 204 | 1 741 | 3 014 | 4 105 | 4 132 |

| 1990  | 2000  | 2010  | - | - | - |
| ----- | ----- | ----- | - | - | - |
| 3 635 | 3 829 | 4 724 | - | - | - |

## Personnalités notables
- Thomas Milton Rivers (1888-1962), le « père de la virologie moderne », est né à Jonesboro.